# Brevipalpus fraxini
Brevipalpus fraxini är en spindeldjursart som beskrevs av De Leon 1961. Brevipalpus fraxini ingår i släktet Brevipalpus och familjen Tenuipalpidae. Inga underarter finns listade.